# Jonas David
Jonas David (Alemania, 8 de marzo de 2000) es un futbolista alemán. Juega de centrocampista y su equipo es el SSV Ulm 1846 de la 3. Liga de Alemania.

## Clubes
| Club                         | País     | Año       |
| ---------------------------- | -------- | --------- |
| Hamburgo S. V.               | Alemania | 2018-2024 |
| Wurzburgo Kickers (cedido)   | Alemania | 2020      |
| F. C. Hansa Rostock (cedido) | Alemania | 2023-2024 |
| WSG Tirol                    | Austria  | 2024-2025 |
| SSV Ulm 1846                 | Alemania | 2025-     |